# Simon Mary
Simon Mary, né le 27 décembre 1965 à Cholet, est un contrebassiste, compositeur et arrangeur français.
En parallèle de son parcours solo, il est principalement connu comme leader du groupe Mukta de 1994 à 2012 et comme musicien sur quatre-vingt albums d'autres artistes ou en tournées de concerts avec Philippe Katerine, Didier Squiban, Alexis HK ou Daniel Givone.

## Biographie

### Études
Simon Mary naît un des tout derniers jours de l'an 1965 à Cholet. Élève au collège dans les Mauges en Anjou, il commence à s'intéresser à la musique à l'âge de quatorze ans en pratiquant la guitare de manière autodidacte.
Après son bac en 1984, Il commence la contrebasse au conservatoire de Rennes et s’inscrit également à l’Université Rennes-II en musicologie. Il obtient sa licence en 1988.
En 1989 il s’installe en Loire-Atlantique pour suivre des cours au conservatoire de Nantes et obtient une médaille d’argent de contrebasse en 1993.

### Parcours musical

#### Nantes
Dès 1989, le nouveau résidant nantais commence à jouer avec des musiciens de jazz de la région dont Philippe Eveno, François Ripoche, Christophe Lavergne et Baptiste Trotignon.
Il rencontre Jean-Luc Chevalier (guitariste de Tri Yann et ex-Magma) en 1993 et se produit sur scène avec lui en compagnie des saxophonistes Steve Potts et François Ripoche accompagnés du batteur Popof Chevalier. Ils enregistrent l'album Km 5 À Bangui en 1994 sur Seventh Records, le label de Christian Vander. 
En cette année 1994, Simon Mary fonde le groupe Languages, avec le trompettiste Geoffroy Tamisier, le batteur Jean Chevalier et le percussionniste Bob Coke. En 1995 la sitariste Brigitte Menon rejoint la formation.
Au même moment il rencontre le chanteur Philippe Katerine qui l'invite à participer à l’enregistrement de son album Mes mauvaises fréquentations en tant que contrebassiste et arrangeur. Il est engagé dans la foulée pour la tournée de l’album et plus tard en 1997, il co-compose et arrange les titres de l'album Les sœurs Winchester sur lequel il joue contrebasse et guitare. 
En 1995, il interprète le personnage d'Antoine, un second rôle dans le film  Le Nouveau Monde d'Alain Corneau. Comme membre du quintette du film il participe à deux des titres de la bande originale
C'est en 1996 que Simon Mary sort son premier album solo L'éveil de la nature sur le label FM production.

#### Mukta

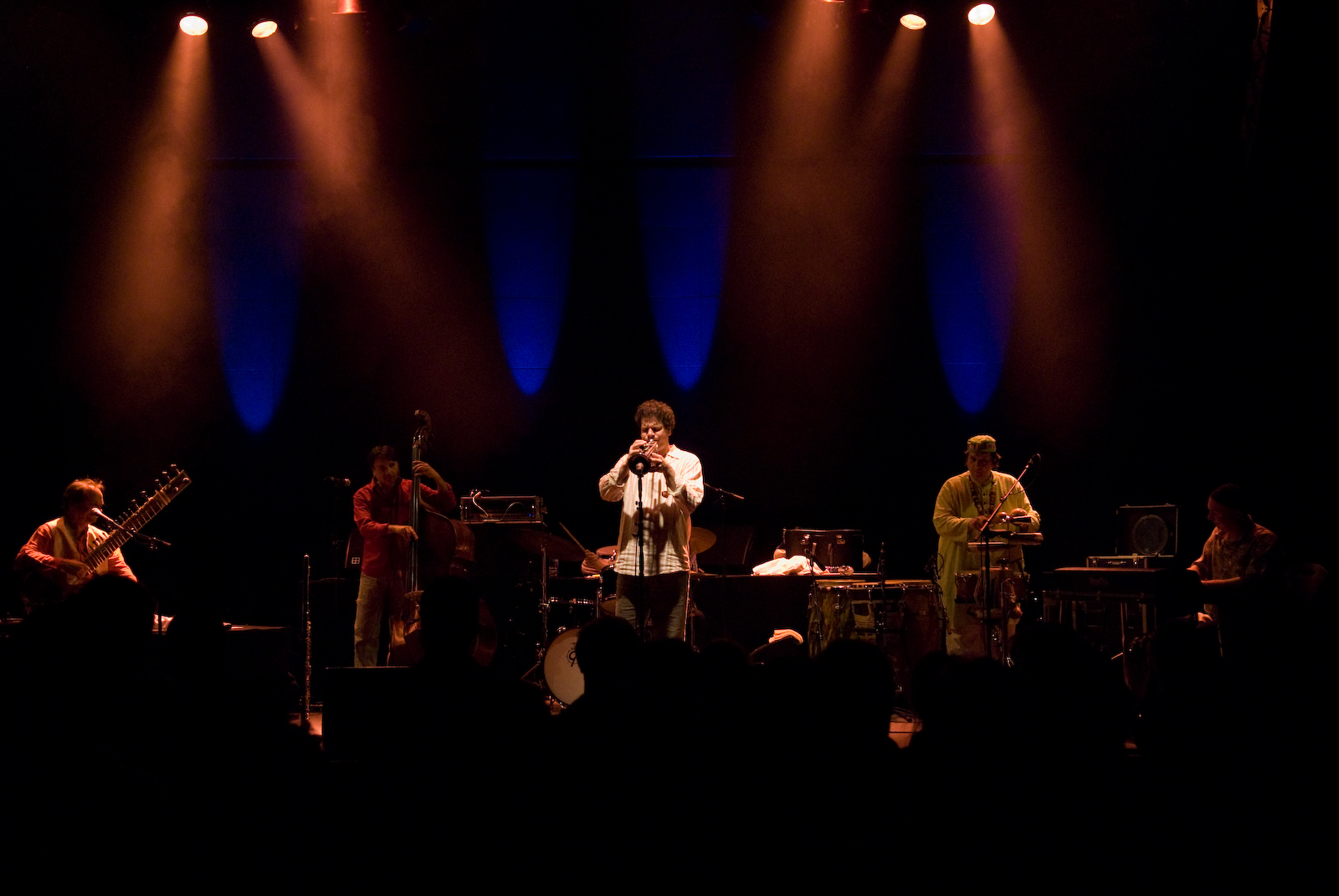
Simon Mary avec Mukta en 2007.

En 1996, Languages change de nom en Mukta qui veut dire perle en Sanskrit. Le premier album du groupe, dont Simon Mary est compositeur et contrebassiste, paraît chez Warner Jazz en 1999. Paraîtront par la suite cinq albums studio et un album live. Nommé aux Victoires de la musique classique et du jazz en 2000, dans la catégorie meilleur album, et en 2001, dans la catégorie découverte jazz de l’année, Mukta s'est produit dans de nombreux festivals prestigieux en France dont les Eurockéennes et les Transmusicales. et de par le monde comme au Bombay Jazz Yatra en Inde, au Montreux Jazz Festival en Suisse, au Cape Town International Jazz Festival en Afrique du Sud, au Festival d'été de Québec et au festival international de Jazz de Montréal au Canada. Le groupe se sépare en 2012.

#### Jazz
En 2000, il rejoint la formation Qüntêt du tromboniste Jean-Louis Pommier avec Médéric Collignon, Alban Darche et Popof Chevalier. L'album On the road enfin... parait sur le label Yolk.
La même année il intègre la formation OLH Acoustic du trompettiste et compositeur Geoffroy Tamisier. L'album Une vie sans lune est enregistré avec Frédéric Couderc, Alban Darche, Thomas Grimmonprez, Gueorgui Kornazov et la chanteuse lyrique Anne Magouët. Suivra l'album G meets K en 2002 sur le label Yolk avec le trompettiste Kenny Wheeler et le pianiste Baptiste Trotignon.
En 2004, il rencontre le pianiste Didier Squiban avec lequel il enregistre trois albums, La Plage (2006), L’estran (2009) puis Ydill (2020) L'Oz Production.
Il se produit sur scène avec l'artiste breton jusqu'en 2012.
Depuis 2006 il joue avec le guitariste de jazz manouche Daniel Givone avec qui il enregistre trois albums et participe à de grands festivals du genre dont le Festival Django Reinhardt dans le parc du château de Fontainebleau.

#### Chanson
Depuis 2009, il collabore avec le chanteur Alexis Hk avec lequel il a enregistré cinq albums et l'accompagne sur scène depuis lors. C'est dans cette période qu'il partage la scène un temps avec Hibu Corbel et Pierre Sangra qui ont depuis rejoint Red Cardell.
Il retrouve Philippe Katerine en 2016 pour l'album Le Film.
En 2018, Simon Mary écrit les arrangements et assure la direction musicale de l'album Auguste de Leïla Huissoud qui est récompensé lors de la 9e édition du Prix Georges Moustaki, le 7 mars 2019, en obtenant le Prix du Public et le Prix Catalyse. Également Coup de Cœur Chanson de l'Académie Charles-Cros, le prix est remis le 26 avril 2019 au Théâtre de Pézenas dans le cadre du festival Printival Boby Lapointe.

#### Leader
Après un premier album solo L'éveil de la nature paru en 1996, il sort son second album Krystal Mundi en 2019, signé par Label Ouest / L'Autre Distribution. Cet enregistrement sera Choc de Classica dans le N° 217 de novembre 2019.
En 2021 Simon Mary monte un nouveau trio avec Mihai Trestian et Daniel Givone. Ils enregistrent l'album Missidah 3 qui paraît sur le label Cepazz.

## Discographie

### En solo
- 1996 : Simon Mary, L'éveil de la nature (FM Productions)
- 2019 : Simon Mary, Krystal Mundi (Label Ouest/L'autre distribution)
- 2023 : Simon Mary & Krystal Mundi, Modal morning (Label Ouest/L'autre distribution)

### En tant que leader ou co-leader
- 1999 : Mukta, Indian Sitar & World Jazz (Warner Music France)
- 2000 : Mukta, Jade (Warner Music France)
- 2000 : Mukta, Dancing on one's hands ! (Warner Music France)
- 2004 : Grand Groove Orchestra, Havana Sketches (Olympic)
- 2005 : Mukta, Haveli (Up Music Warner Music France)
- 2008 : Mukta, Invisible worlds (Mvs Records)
- 2008 : Mukta, Remixes and more (Mvs Records)
- 2009 : Mukta, Live (Cepazz)
- 2015 : Ronan Robert & Simon Mary, A cordes et accordéon (Cepazz) (arrangements et direction musicale)
- 2021 : Michel Guay & Simon Mary, Songs of Kabir (Label Ouest/L'autre distribution) (arrangements et direction musicale)
- 2021 : Simon Mary, Mihai Trestian & Daniel Givone Missidah3 (Cepazz)
- 2022 : Ronan Robert, Iacob Maciuca & Simon Mary Patience infuse (Alla Coda)

### En tant qu'accompagnateur (discographie sélective)
- 1992 : Philippe Eveno, Mardi sans rendez-vous (Eva Production)
- 1994 : Jean-Luc Chevalier, Km5 à Bangui (Seventh Records)
- 1995 : Dominique Levoadec & Denis Leloup , Kobandaï (Cuivres 4)
- 1995 : Pinc & Ronan Pinc , Et colegram... (Micro bleu)
- 1995 : Le Nouveau Monde - Bande originale, un film de Alain Corneau  (Auvidis Travelling)
- 1996 : Ronan Robert, En concert (Pixie)
- 1996 : Philippe Katerine, Mes mauvaises fréquentations, (Disques Barclay)
- 1996 : Pierrick Menuau, Dominique Lofficial Like Jacques, (Loft)
- 1997 : Philippe Katerine, Les sœurs Winchester, (Disques Barclay)
- 1997 : Christophe Caron, Bombarde et orgue, (Pluriel)
- 1998 : Ignatus, L'air est différent, (Atmosphériques)
- 2000 : Geoffroy Tamisier / OLH Acoustic, Une vie sans lune, (Yolk)
- 2000 : Ignatus, Le physique, (Atmosphériques)
- 2000 : Qüntêt, On the road enfin..., (Yolk)
- 2001 : Miossec, Brûle, (PIAS group)
- 2002 : Geoffroy Tamisier / OLH Acoustic, G meets K, (Yolk)
- 2002 : Mix-City, On track, (Soleil Groove)
- 2003 : Le souffle du terroir, (Yolk)
- 2004 : Ignatus, Coeur de bœuf, (Atmosphériques)
- 2004 : Jason Baptiste, Vineyard vibes, (Bwalele)
- 2006 : Didier Squiban, La plage, (L'Oz production)
- 2006 : Daniel Givone, Gatito, (Djaz Records)
- 2009 : Didier Squiban, L'estran, (L'Oz production)
- 2009 : Alexis HK, Les affranchis, (La Familia)
- 2009 : Menuau Bordier Quartet, The song is you, (Amja)
- 2009 : Daniel Givone, Nouveau départ, (Hcn Production)
- 2011 : Patrick Ewen,Gérard Delahaye, Mélaine Favennec Kan Tri Men, (Dylie Production)
- 2012 : Alexis HK, Le dernier présent, (La Familia)
- 2009 : Daniel Givone, Vol au dessus de Kathmandu, (Hcn Production)
- 2013 : E’Joung-ju, Joo-Seon Cho, Nant-Co, (Printemps Coréen)
- 2014 : Yannig Noguet & Ronan Robert, Voyage en diatonie, (Coop Breizh)
- 2014 : Patrick Ewen,Gérard Delahaye, Mélaine Favennec Route 66, (Dylie Production)
- 2014 : Mihail Trestian & Ciocan, Buburuza, (Dekalage)
- 2016 : Philippe Katerine, Le Film, (Cinq7 / Wagram)
- 2017 : Alexis HK, Georges et moi / Live, (La Familia)
- 2018 : Leïla Huissoud, La farce, (Label440 / PIAS group)
- 2018 : Pierrick Menuau, Everytime we say goodbye, (Black and Blue (label))
- 2020 : Alexis HK, Comme un ours / Live, (La Familia)
- 2020 : Didier Squiban, Ydill, (Coop Breizh)
- 2021 : Swing of France, La contre-attaque du jazz musette vol. 2, (Inouïe)
- 2022 : Alexis HK, Bobo Playground, (La Familia)
- 2022 : Fred J, Carnet de notes, (Coop Breizh)
- 2023 : Da Silva, Sylvie Hoarau ABC DAIRE, (Bayard Musique)

## Diplômes et reconnaissances

### Diplômes
- 1988 : licence en musicologie à l’Université Rennes-II.
- 1993 : Médaille d’argent de contrebasse au conservatoire de Nantes.
- 2004 : Diplôme d'État de musiques actuelles amplifiées.

### reconnaissances
- 2000 : Nomination de Mukta aux Victoires de la musique classique et du jazz, dans la catégorie meilleur album.
- 2001 : Nomination de Mukta aux Victoires de la musique classique et du jazz, dans la catégorie découverte jazz de l’année.
- 2019 : Prix Georges Moustaki (Prix du Public et Prix Catalyse) pour l'album Auguste de Leïla Huissoud. Simon Mary est auteur des arrangements et à la direction musicale.
- 2019 : Coup de cœur chanson de l'Académie Charles-Cros pour l'album Auguste de Leïla Huissoud.
- 2019 : Choc de Classica dans le magazine N° 217 du mois de novembre pour l'album Krystal Mundi.

### Ouvrages
- Thierry Jourdain, Le Mot et le Reste. Philippe Katerine : Moments parfaits, 2020

### Autres références
1. ↑  « Simon Mary et Geoffroy Tamisier en concert aux Rendez-vous de l'Erdre », sur FIP, 23 août 2021 (consulté le 15 décembre 2021)
2. ↑  Thierry Jourdain, Le Mot et le Reste. Philippe Katerine : Moments parfaits, p. 62
3. ↑  Thierry Jourdain, Le Mot et le Reste. Philippe Katerine : Moments parfaits, p. 71
4. ↑  « Simon Mary », sur Sens Critique, 22 février 1995 (consulté le 17 décembre 2021)
5. ↑  « Le Nouveau Monde - Bande Originale Du Film », sur Discogs, 1995 (consulté le 17 décembre 2021)
6. ↑  Collectif, « Les 100 qui font bouger Nantes », sur L'Express, 7 décembre 2000 (consulté le 15 décembre 2021)
7. ↑  « Mukta », sur Les Transmusicales, 3 décembre 1999 (consulté le 15 décembre 2021)
8. ↑  Jacques Denis, « Le jazz à la nantaise », sur rfi musique, 1er août 2008 (consulté le 15 décembre 2021)
9. ↑  « Didier Squiban, un musicien hors des sentiers battus », Le Télégramme,‎ 6 février 2007 (lire en ligne)
10. ↑  Stoche, « Gatito », sur Django Station, 13 mai 2006 (consulté le 15 décembre 2021)
11. ↑  Cristof, « Nouveau départ », sur Django Station, 5 avril 2009 (consulté le 15 décembre 2021)
12. ↑  Alain Lambert, « Alexis HK chante Brassens : « Georges et moi », un vrai spectacle », sur Musicologie.org, 3 février 2017 (consulté le 15 décembre 2021)
13. ↑  « La tournée d' Alexis HK », sur France Inter (consulté le 7 janvier 2022)
14. ↑  Thierry Jourdain, Le Mot et le Reste. Philippe Katerine : Moments parfaits, p. 204
15. ↑  « Le Prix | Prix Georges Moustaki » (consulté le 15 décembre 2021)
16. ↑  « Sélection chanson 2019 », sur Académie Charles-Cros (consulté le 15 décembre 2021)
17. ↑  Stéphane Pajot, « Nantes. Les mondes fragiles du musicien Simon Mary », sur Ouest-France, 13 novembre 2019 (consulté le 15 décembre 2021)
18. ↑  Alex Dutilh, « Simon Mary, manifeste pour un monde cristallin », sur France Musique, 12 novembre 2019 (consulté le 15 décembre 2021)